# Fasci italiani di combattimento
I Fasci italiani di combattimento furono il movimento politico fondato a Milano da Benito Mussolini il 23 marzo 1919 ed erede diretto del Fasci d'Azione Rivoluzionaria del 1915. Il 9 novembre 1921 si trasformò nel Partito Nazionale Fascista.

## Storia

### La nascita del movimento fascista
Allo scoppio della prima guerra mondiale nell'estate del 1914, il Regno d'Italia, formalmente alleato dell'Impero austro-ungarico e dell'Impero tedesco, i cosiddetti Imperi centrali, decise di rimanere neutrale alle vicende belliche. Tra i primi sostenere con forza la necessità dell'entrata in guerra dell'Italia al fianco degli Alleati contro gli Imperi centrali, fu la corrente dei sindacalisti rivoluzionari dell'Unione Sindacale Italiana (USI). Secondo Filippo Corridoni, Alceste De Ambris e Sergio Panunzio infatti una possibile vittoria degli Imperi centrali avrebbe provocato un ulteriore inasprimento delle condizioni di vita della classe lavoratrice, mentre la vittoria degli Alleati avrebbe consentito la nascita di moti rivoluzionari di carattere nazionale nell'Impero austro-ungarico, nell'Impero tedesco e di conseguenza anche nel Regno d'Italia. La corrente dei sindacalisti rivoluzionari provocò ben presto la spaccatura dell'USI, da cui si originò l'Unione Italiana del Lavoro (UIL), mentre sul fronte politico la corrente degli interventisti di sinistra di Filippo Corridoni fondò il 5 ottobre 1914 il Fascio rivoluzionario d'azione internazionalista.

Benito Mussolini arrestato a Roma l'11 aprile 1915 dopo una manifestazione interventista

Una corrente interventista si costituì anche all'interno del Partito Socialista Italiano (PSI), a questa faceva capo Benito Mussolini, direttore dell'Avanti!, che una volta estromesso dalla direzione del giornale, fondò il 15 novembre 1914 Il Popolo d'Italia per continuare a portare avanti le sue istanze. Mussolini fu poi espulso dal PSI il 29 novembre 1914, costituendo i Fasci Autonomi di Azione Rivoluzionaria. Il 6 gennaio 1915 le varie anime dell'interventismo di sinistra confluirono nei Fasci d'Azione Rivoluzionaria, all'interno dei quali Benito Mussolini assunse ben presto un ruolo di primo piano, grazie al suo passato da dirigente del PSI e al sostegno economico assicurato dagli ambienti dell'imprenditoria più favorevoli all'entrata in guerra dell'Italia al fianco degli Alleati. All'interno del neonato movimento fascista maturò quindi un profonda avversione alle posizioni neutraliste del PSI, e parallelamente fu indicata la necessità di dare inizio a una serie di manifestazioni allo scopo di portare l'Italia in guerra contro gli Imperi centrali.
Il 24 maggio 1915 con l'ingresso dell'Italia nella prima guerra mondiale al fianco degli Alleati, molti fascisti si arruolarono come volontari vantando il loro contributo alla causa interventista e diffondendo tra i reparti dell'esercito le loro istanze rivoluzionarie. Dal fronte, Mussolini scrisse della necessità di rinnovare il movimento fascista affinché potesse sopravvivere al dopoguerra diventando il punto di riferimento di una nuova classe dirigente costituita dai combattenti, specialmente dai giovani ufficiali di complemento, massimi esponenti della "trincerocrazia italiana". Il 3 novembre 1918, con la fine della guerra, la disfatta degli Imperi centrali e la nascita di nuovi stati nazionali repubblicani, Mussolini si impegnò a diventare il punto di riferimento di tutti coloro che avevano combattuto in ottica rivoluzionaria. Il 14 novembre 1918 Mussolini convocò per dicembre la Costituente dell'interventismo italiano, che aveva come punti fondamentali il miglioramento delle condizioni di vita dei lavoratori: tra le proposte c'erano quelle di portare la giornata lavorativa a otto ore e l'introdurre il salario minimo.

### La fondazione

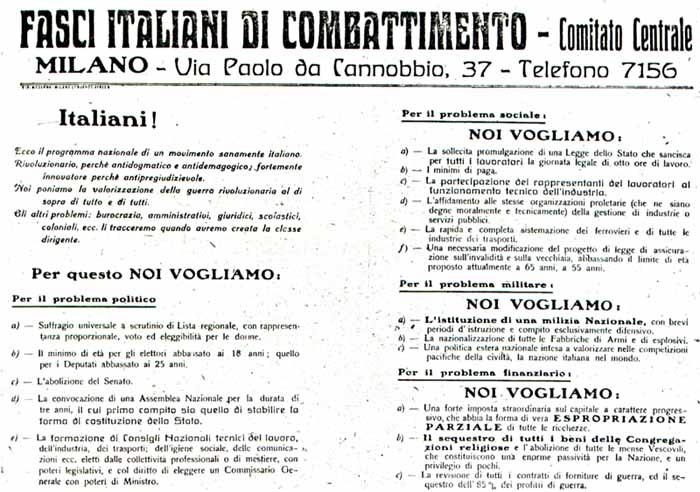
Manifesto dei Fasci italiani di combattimento pubblicato su Il Popolo d'Italia

Il 23 marzo 1919 nella sala riunioni del Circolo dell'alleanza industriale, in piazza San Sepolcro a Milano, furono ufficialmente fondati i Fasci italiani di combattimento.
Tra i fondatori troviamo persone di diversa estrazione sociale ed orientamento politico, a riflesso di un certo eclettismo ideologico di questa fase originaria; tra i primi aderenti ci furono anche cinque ebrei.
Benito Mussolini prevedeva l'attuazione di uno specifico programma di San Sepolcro (dal nome della piazza in cui fu proclamato). I primi appartenenti ai Fasci si chiamarono appunto sansepolcristi, fregiati di una fascia giallorossa (i colori di Roma). Gli squadristi semplici invece erano riconoscibili da una striscia rossa al polso della camicia nera.
I locali della prima sede a Milano furono affittati dall'Associazione lombarda degli industriali presieduta da Cesare Goldmann, un industriale e massone di origine ebraica a cui venne pagato regolare affitto. La sede era caratterizzata da simboli degli Arditi che sarebbero divenuti comuni nell'iconografia fascista, quali il pugnale, il gagliardetto degli arditi e il teschio. Il simbolo dell'organizzazione era il fascio littorio, che si rifaceva alla storia romana, così come molti altri simboli del futuro regime. A tale riguardo Gino Coletti, segretario e promotore della Associazione Nazionale Arditi d'Italia (ANAI), su “Pensieri e ricordi” suoi appunti del 1952 scrive: “…Fu con la garanzia di sicurezza degli arditi che il 23 marzo del 1919 Mussolini poté promuovere l’adunata di P.za San Sepolcro nella quale vennero fondati i Fasci di Combattimento”
In breve tempo, in tutto il mese di aprile in diverse città aprirono diverse sezioni, anche se le adesioni non furono massicce. Accanto ai Fasci di combattimento sorsero affiancate numerose associazioni, con lo scopo di reagire ai tentativi insurrezionali del Partito Socialista Italiano. Queste ultime erano costituite principalmente da leghe di reduci e associazioni patriottiche e studentesche.
Il Manifesto dei Fasci italiani di combattimento, alla cui stesura aveva collaborato attivamente Alceste de Ambris, fu ufficialmente pubblicato su Il Popolo d'Italia il 6 giugno 1919. Nel manifesto venivano avanzate numerose proposte di riforma politica e sociale per far «fronte contro due pericoli: quello misoneista di destra e quello distruttivo di sinistra», rappresentando la terza via tra i due opposti poli e sviluppandosi nell'ambito delle teorie moderniste sull'uomo nuovo. Solo parte di queste vennero realizzate durante il periodo del regime fascista (1922–1943). Pur riprese successivamente durante la Repubblica Sociale Italiana, come la socializzazione delle imprese e dei mezzi di produzione, rimasero sostanzialmente inapplicate a causa degli eventi bellici.
La maggior parte dei partecipanti della prima ora erano reduci interventisti della prima guerra mondiale. Molti di loro avevano precedentemente militato in formazioni di sinistra (anarchici, repubblicani, sindacalisti rivoluzionari e socialisti).
Organo ufficiale dei Fasci Italiani di combattimento era il settimanale Il Fascio, che iniziò ad essere pubblicato non appena ce ne furono i mezzi. Vicino alle posizioni dei Fasci era poi, ovviamente, Il Popolo d'Italia, che però non ne divenne mai l'organo ufficiale, mantenendosi separato dal movimento.

### L'arditismo
A Milano i primi elementi fascisti dei neocostituiti Fasci italiani di combattimento si fecero notare il 15 aprile 1919, per la prima volta a livello nazionale, prendendo parte all'assalto alla sede del quotidiano socialista Avanti! dopo una giornata di scontri tra manifestanti socialisti e contromanifestanti del Partito Nazionalista, futuristi e arditi. Nel novembre 1919 si presentarono alle elezioni politiche nel collegio di Milano, con capilista Mussolini, Arturo Toscanini e Filippo Tommaso Marinetti, ma non ebbero alcun eletto.
Al tempo dell'impresa di Fiume, quando nella città giuliana occupata da Gabriele D'Annunzio cominciarono a mancare gli approvvigionamenti, i Fasci italiani di combattimento, supportati anche da organizzazioni femminili patriottiche, si occuparono di sfollare verso città del nord circa quattromila bambini.

### Lo squadrismo

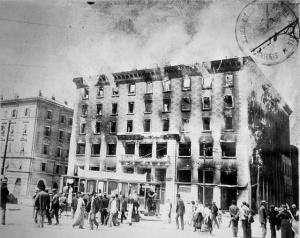
L'incendio del Narodni dom il 13 luglio 1920 da parte delle squadre triestine di Francesco Giunta

In seguito al II Congresso dei Fasci Italiani di combattimento del maggio 1920, il movimento fascista di Benito Mussolini mirò a diventare l'organizzazione di riferimento dei ceti medi laici e patriottici. Nella primavera del 1920, nel pieno delle proteste del "biennio rosso", il segretario dei Fasci Italiani di combattimento Umberto Pasella si adoperò per organizzare delle "squadre d'azione" fasciste che potessero svolgere durante gli scioperi azioni di crumiraggio in collaborazione con i "Sempre Pronti per la Patria e per il Re" dell'Associazione Nazionalista Italiana e le "leghe antibolsceviche" della piccola borghesia cittadina. Nel corso dell'estate del 1920, su incarico del segretario Umberto Pasella, tutti i fasci cittadini si attivarono per costituire delle squadre d'azione, preferibilmente armate di manganelli, munizioni, bombe a mano e rivoltelle. Su impulso di Francesco Giunta, lo squadrismo fascista si diffuse inizialmente in tutta la provincia di Trieste (ancora sotto occupazione militare) colpendo sistematicamente le sedi delle organizzazioni socialiste e della minoranza slovena, incendiando il 13 luglio 1920 il Narodni dom. Il 23 settembre 1920 Benito Mussolini si recò a Monfalcone per celebrare le squadre della Venezia Giulia, le quali il 14 ottobre 1920 assalirono una manifestazione socialista a favore della Russia bolscevica incendiando la sede de Il Lavoratore e la Camera del lavoro di Fiume. Le proteste del "biennio rosso" terminarono nel settembre del 1920 con l'occupazione delle fabbriche, nel frattempo all'interno del Partito Socialista Italiano (PSI) la frazione comunista era sempre più decisa alla scissione e, nella guerra sovietico-polacca, l'Armata Rossa sovietica iniziava a riportare le prime sconfitte. In questo contesto di sostanziale indebolimento del movimento operaio, il 16 ottobre 1920 Il Fascio incitò l'avvio di una guerra civile contro i socialisti esaltando le azioni delle squadre triestine dei giorni precedenti. A muoversi contro il socialisti non erano solamente i fascisti, ma anche le forze liberaldemocratiche e nazionaliste, che alle elezioni amministrative del 7 novembre 1920 si coalizzarono con i fasciste nelle liste dei "blocchi nazionali" che raccolsero il 56% dei voti ottenendo la maggioranza in 33 consigli provinciali su 69, e in 4655 comuni su 8346. Le elezioni ebbero però anche un esito favorevole, anche se non quanto le politiche del 1919, anche per il PSI che conquistò 26 consigli provinciali e 2022 comuni, di cui 20 capoluoghi tra i quali Milano e Bologna; nello stesso periodo gli iscritti al PSI toccarono i 216327.

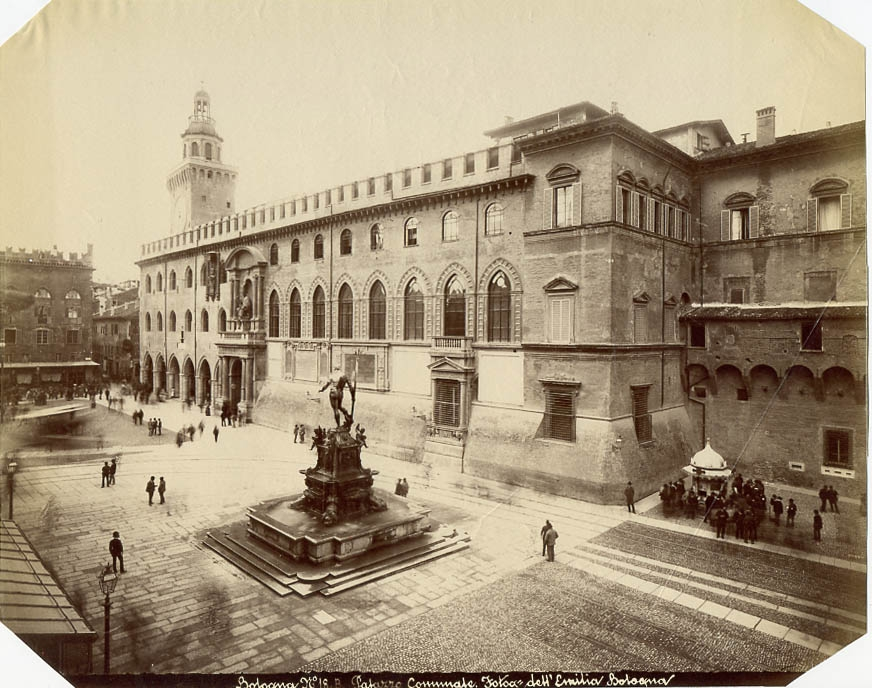
Il luogo della strage di Palazzo d'Accursio del 21 novembre 1920

L'offensiva fascista contro le nuove amministrazioni socialiste cominciò il 21 novembre 1920 a Bologna, dove nei mesi precedenti si era consumato uno scontro tra Federterra e l'associazione agraria bolognese per il rinnovo dei patti agricoli. Nel corso della manifestazione per l'insediamento della giunta socialista, le squadre d'azione di Leandro Arpinati, irruppero tra la folla ingaggiando uno scontro a fuoco con le "guardie rosse" che provocò cinquanta feriti e in cui morirono undici persone, tra cui il consigliere nazionalista Giulio Giordani. In seguito alla strage di Palazzo d'Accursio il comune venne commissariato e in breve tempo le azioni squadriste si diffusero in tutta la penisola, specialmente nelle aree della bassa padana dove la protesta contadina era stata più intensa. In generale si trattava di incursioni compiute da squadre d'azione armate volte a distruggere fisicamente circoli, cooperative e leghe di lavoratori e a intimidire con la violenza, o addirittura ad assassinare, i capi di queste organizzazioni. Lo squadrismo si trasformò rapidamente in un fenomeno di massa: i Fasci italiani di combattimento passarono così dai 20165 iscritti del dicembre 1920 ai 187588 del maggio 1921. In vista della scadenza della XXIV legislatura il presidente del Consiglio Giovanni Giolitti, constatata l'affermazione del fascismo e la nascita del Partito Comunista d'Italia, decise lo scioglimento delle camere e la convocazione di nuove elezioni. Per favorire l'ingresso dei fascisti in parlamento, Giolitti ripropose le liste dei blocchi nazionali con l'inclusione di candidati fascisti. consentendo a 37 fascisti l'ingresso in parlamento.

### La formazione del Partito Nazionale Fascista
All'apertura della XXVI legislatura Mussolini però votò la sfiducia al governo Giolitti, che a causa dell'esigua maggioranza rassegnò le dimissioni, mentre rivolse al PSI una proposta di pacificazione. A luglio re Vittorio Emanuele III affidò l'incarico di governo a Ivanoe Bonomi, ministro del tesoro nel governo uscente, che si adoperò per la buona riuscita del "patto di pacificazione". In seguito all'intervento delle forze dell'ordine nei fatti di Sarzana e all'efferatezza della violenza squadrista nella strage di Roccastrada, nonostante la contrarietà di molti fascisti, Mussolini proseguì per l'approvazione del patto di pacificazione, che fu firmato tra i fasci, il PSI e la CGdL il 3 agosto 1921. Le forti resistenze interne alla pacificazione furono risolte a novembre al III Congresso dei Fasci italiani di combattimento in cui Mussolini si impegnò ad abbondonare la strada della pacificazione, a patto di trasformare il movimento in partito, Il Partito Nazionale Fascista (PNF). Alla sua formazione il partito contava già 312 000 iscritti, e la denominazione originale rimase a indicare le strutture territoriali locali del nuovo partito, tra cui la Federazione dei Fasci di Combattimento a livello provinciale.

## Nelle istituzioni

### Camera dei deputati
| XXVI legislatura |
| ---------------- |
| 36 deputati      |

Giacomo Acerbo, Luigi Albanese, Giovanni Floriano Banelli, Luigi Bilucaglia, Giuseppe Bottai, Carlo Buttafochi, Italo Capanni, Giuseppe Caradonna, Giovanni Celesia di Vegliasco, Manfredo Chiostri, Costanzo Ciano, Valentino Coda, Ottavio Corgini, Alberto de' Stefani, Roberto Farinacci, Aldo Finzi, Silvio Gai, Barbato Gattelli, Francesco Giunta, Giovanni Giuriati, Dino Grandi, Virgilio Lancellotti, Luigi Lanfranconi, Dario Lupi, Cesare Maria De Vecchi, Ettore Mazzucco, Alfredo Misuri, Benito Mussolini, Filippo Ostinelli, Aldo Oviglio, Ottorino Piccinato, Guido Pighetti, Alessandro Sardi, Michele Terzaghi, Edoardo Torre, Marco Arturo Vicini.

## Risultati elettorali
| Elezione | Elezione | Voti                  | %                     | Seggi    | Posizione   |
| --- | -------- | --------------------- | --------------------- | -------- | ----------- |
| Politiche 1919 | Camera a | 4657                  | 0,08                  | 0 / 508  | Opposizione |
| Politiche 1921 | Camera b | Nei blocchi nazionali | Nei blocchi nazionali | 36 / 535 | Opposizione |
| a) Presenti solo nella circoscrizione di Milano (4657 voti; 1,47%) in coalizione col Partito Politico Futurista nel Blocco democratico b) Presenti con liste autonome nelle circoscrizioni di Napoli (12897 voti; 7,55%) e Verona e Vicenza (16652 voti; 8,20%) |          |                       |                       |          |             |

## Segretari
- Michele Bianchi (marzo–maggio 1919)
- Attilio Longoni (maggio–agosto 1919)
- Umberto Pasella (agosto 1919–novembre 1921)

## Congressi nazionali
- I Congresso nazionale – Firenze, 9–10 ottobre 1919
- II Congresso nazionale – Milano, 24–25 maggio 1920
- III Congresso nazionale – Roma, 7–10 novembre 1921

## Iscritti e sezioni
Numero di iscritti e sezioni per periodo:
- I Congresso Nazionale (Firenze) 9-10 ottobre 1919: 17 000 iscritti, 22 sezioni
- II Congresso Nazionale (Milano) 24-25 maggio 1920: 30 000 iscritti, 56 sezioni
- Fine 1920: 800 sezioni
- Febbraio 1921: 1000 sezioni
- III Congresso Nazionale (Roma) 7-10 novembre 1921: 310 000 iscritti, 2200 sezioni

## Stampa
L'organo ufficiale dei Fasci Italiani di combattimento era il settimanale Il Fascio, che iniziò ad essere pubblicato il 15 agosto 1919. Vicino alle posizioni dei Fasci era poi, ovviamente, Il Popolo d'Italia, che però non ne divenne mai l'organo ufficiale, mantenendosi separato dal movimento.